# 贝尔兹
贝尔兹（法語：Belz，法語發音：[bɛls]）是法国莫尔比昂省的一个市镇，属于洛里昂区。

## 地理
贝尔兹（47°40'33"N, 3°10'12"W）面积15.67 平方千米，位于法国布列塔尼大區莫尔比昂省，该省份为法国西北部沿海省份，位于布列塔尼半岛南部，北起阿摩尔滨海省、西接菲尼斯泰尔省，南濒大西洋，东南接大西洋卢瓦尔省，东临伊勒-维莱讷省。
与贝尔兹接壤的市镇（或旧市镇、城区）包括：圣埃莱娜、洛科阿勒-芒东、埃尔德旺、埃泰勒、普卢伊内克。

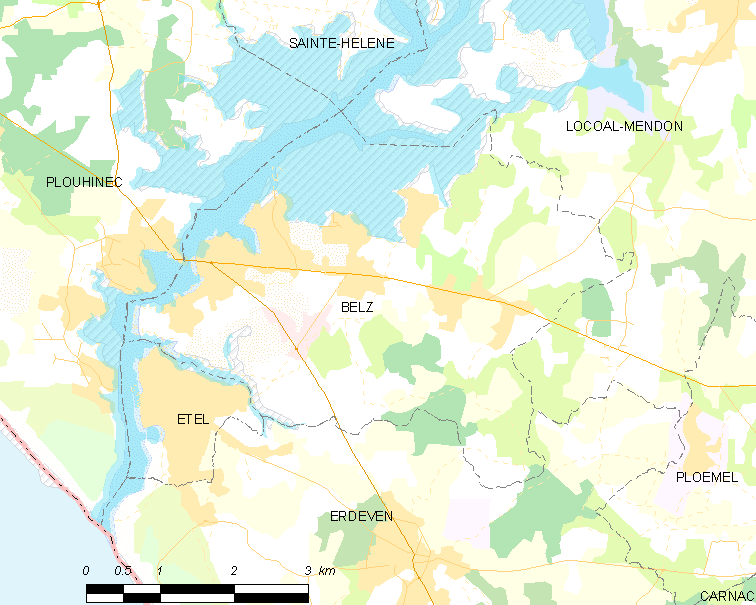
贝尔兹的OSM定位图

贝尔兹的时区为UTC+01:00、UTC+02:00（夏令时）。

## 行政
贝尔兹的邮政编码为56550，INSEE市镇编码为56013。

## 政治
贝尔兹所属的省级选区为基伯龙县。

## 人口

1962-2008年间贝尔兹人口变化图示

贝尔兹于2022年1月1日时的人口数量为3869人。